# Lijst van Surinaamse ministers van Transport, Communicatie en Toerisme
Lijst van ministers van Transport, Communicatie en Toerisme (TCT) , soms Openbare Werken, Transport en Communicatie, van Suriname. Vóór 1988 was transport een onderdeel van het ministerie van Transport, Handel en Industrie terwijl communicatie viel onder het ministerie van Openbare Werken, Telecommunicatie en Bouwnijverheid.
Het ministerie kwam bij de herschikking in januari 2017 te vervallen. De onderdelen werden overgebracht naar de ministeries van Openbare Werken, Transport en Communicatie en Handel, Industrie en Toerisme. Onder Santokhi keerde de portefeuille terug.
| Minister                                      | Partij    | Periode      | Kabinet        |
| --------------------------------------------- | --------- | ------------ | -------------- |
| Wilfred Grep                                  | NDP       | 1988 - 1990  | Shankar        |
| geen                                          | geen      | 1990 - 1991  | Kraag          |
| John Defares                                  | SPA       | 1991 - 1996  | Venetiaan I    |
| Dick Clemens de Bie                           | NDP       | 1996 - 2000  | Wijdenbosch II |
| Guno Henry George Castelen                    | SPA       | 2000 - 2005  | Venetiaan II   |
| Alice Hortencia Amafo                         | ABOP      | 2005 - 2007  | Venetiaan III  |
| Michel Felisi interim                         | BEP       | 2007         | Venetiaan III  |
| Maurits Safdar Hoeseinkhan Hassankhan interim | VHP       | 2007         | Venetiaan III  |
| Richel Apinsa                                 | ABOP      | 2007 - 2010  | Venetiaan III  |
| Falisie Jozef Pinas                           | ABOP      | 2010 - 2015  | Bouterse I     |
| Andojo Rusland                                | NDP       | 2015 - 2017  | Bouterse II    |
| opgeheven                                     | opgeheven | 2017 - 2020  | Bouterse II    |
| Albert Jubithana                              | ABOP      | 2020 - 2023  | Santokhi       |
| Uraiqit Ramsaran                              | PL        | 2023 - 2025  | Santokhi       |
| Raymond Landveld                              | BEP       | 2025 - heden | Simons         |